# Lil Yachty
 (janvier 2022).
Lil Yachty, de son vrai nom Miles Parks McCollum, né le 23 août 1997 à Mableton, dans l'État de Géorgie, est un rappeur et chanteur américain originaire d'Atlanta. Il gagne en popularité avec le titre 1Night sur Soundcloud, puis avec le titre Broccoli en collaboration avec D.R.A.M.. En février 2016, McCollum fait ses débuts comme modèle en défilant pour le Yeezy Season 3, la ligne de vêtements de Kanye West, lors de sa présentation à la Fashion Week de New York,.

## Biographie
Le 9 mars 2016, il sort officiellement sa première mixtape intitulée Lil Boat, contenant des collaborations avec les rappeurs Quavo, Skippa Da Flippa et Young Thug. La cover de l'album a été réalisée par le directeur artistique Mihailo Andic.
En juin 2016, il annonce via Twitter, avoir signé un contrat avec le label Quality Control Music et affirme « I am where I want to be ». qui signifie « Je suis où je veux être ».
Le 6 avril 2016 sort le single Broccoli en collaboration avec D.R.A.M., clipé le 22 juillet 2016, qui rencontre un énorme succès se positionnant à la 5e place au Billboard Hot 100, et fut nommé pour le Grammy Award de la meilleure collaboration rap/chant en 2017. En février 2017, Broccoli est quadruple disque de platine aux États-Unis.
En décembre 2016, Lil Yachty est invité par Kyle sur le single iSpy, le titre se place à la 4e place au Billboard Hot 100 et est certifié disque de platine aux États-Unis.
Le 14 avril 2017, Lil Yachty sort le titre Peek a Boo en collaboration avec le trio Migos, premier extrait de son premier album studio Teenage Emotions, dont il dévoile la pochette, la liste des titres et la date de sortie, fixée au 26 mai 2017, le 20 avril.
Le 9 mars 2018, il publie son second album studio intitulé Lil Boat 2. Le 19 octobre 2018, il sort son troisième album intitulée Nuthin' 2 Prove. L'album compte quelques featurings tels que Lil Baby, Playboi Carti, Juice WRLD, Cardi B, Offset, Gunna ou encore Trippie Redd.
En 2023, son album Let's Start Here annonce un départ du mumble rap, genre prédominant de sa discographie, pour un son décrit comme "rock psychédélique". Le 1er avril 2023, il fait une apparence en tant qu'invité musical de Saturday Night Live.

## Vie privée
Lil Yachty a une fille.

## Discographie

### Albums studio
- 2017 : Teenage Emotions
- 2018 : Lil Boat 2
- 2018 : Nuthin' 2 Prove
- 2020 : Lil Boat 3 (+ Lil Boat 3.5)
- 2023 : Let's Start Here.
- 2024 : Bad Cameo (Avec James Blake)

### EPs
- 2015 : Summer Songs - EP
- 2015 : Hey Honey Let's Spend Wintertime On a Boat (avec Wintertime Zi)
- 2016 : Birthday Mix
- 2016 :  Lost Files EP (avec Digital Nas)
- 2017 : Birthday Mix 2
- 2018 : Birthday Mix 3
- 2019 : Lost files 2 EP (avec Digital Nas)
- 2019 : Birthday Mix 4
- 2020 : Birthday Mix 5
- 2021 : Birthday Mix 6
- 2023 : Tesla
- 2023 : The Secret Recipe
- 2024 : Something Ether

### Mixtapes
- 2016 : Lil Boat
- 2016 : Summer Songs 2
- 2021 : Michigan Boy Boat

## Filmographie
- 2018 : Teen Titans Go! to the Movies : Green Lantern (voix)
- 2018 : Life-Size 2: A Christmas Eve : le beatboxer
- 2019 : Séduis-moi si tu peux ! (Long Shot) de Jonathan Levine : lui-même
- 2019 en dvd How high 2